# Cricot 2

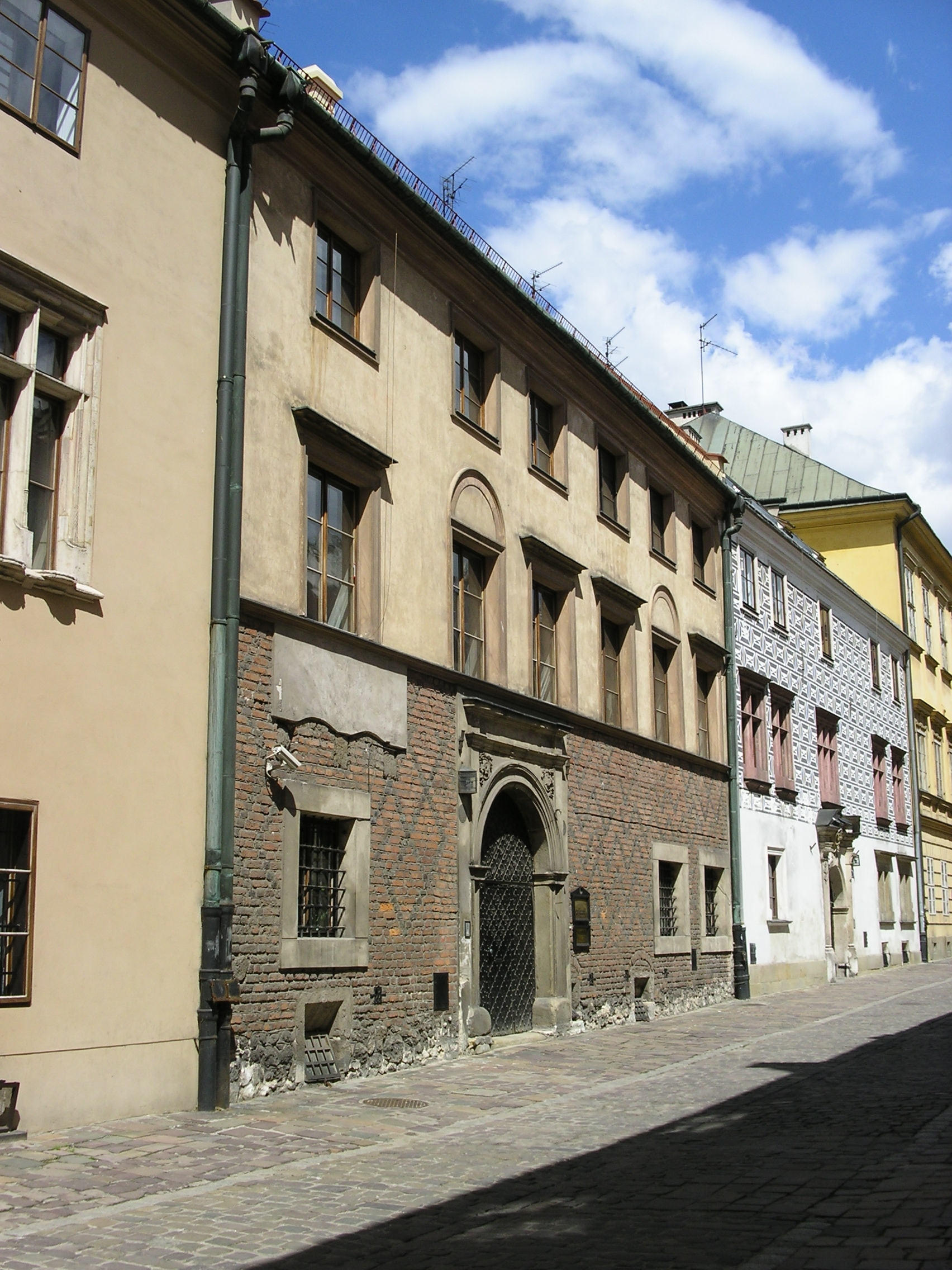
Vestiging in Krakau

Cricot 2 is een Pools voormalig improvisatietheatergezelschap uit Krakau. Het werd opgericht in 1955 door acteur, theaterregisseur, scenograaf, schilder en kunstcriticus Tadeusz Kantor. De naam van het gezelschap verwees naar het vooroorlogse avant-gardecabaret Cricot van Józef en Marija Jarema.
In de periode van circa 1955 tot 1975 haalde Kantor zijn inspiratie voor zijn voorstellingen voornamelijk bij de Poolse schrijver en filosoof Stanisław Ignacy Witkiewicz.
In 1975 schreef Kantor het manifest ‘Teatr Śmierci’ of ‘Het Theater van de dood’, waarin hij zijn visie op het theater beschreef. Hier kwamen thema’s als spiritualisme, zintuiglijkheid en vergankelijkheid aan bod. De eerste voorstelling die Kantor creëerde vanuit deze nieuwe visie was De Dodenklas (1975). De productie kende een enorm succes en toerde wereldwijd. Daarna realiseerde Kantor nog een aantal voorstellingen, met name Wielopole, Wielopole (1980), Artiesten kunnen stikken (1985) en Nooit kom ik hier terug (1988). Vandaag is mijn verjaardag was de laatste productie die Kantor met Cricot 2 maakte. Kantor stierf voor de première van deze voorstelling, op 8 december 1990. Het gezelschap toerde nog met deze voorstelling, die de ondertitel 'laatste repetitie van het spektakel' kreeg. Na het einde van deze tournee werd het gezelschap opgedoekt, zoals Kantor voorspeld had: "Mijn theater zal met mij sterven".

## Cricot 2 in Vlaanderen
Cricot 2 heeft drie van zijn voorstellingen in Vlaanderen opgevoerd. In 1977 de Dodenklas in Brussel en Gent, in 1986 Artiesten kunnen stikken in de Antwerpse Singel, en Vandaag is mijn verjaardag tevens in de Singel.

## Producties
- De inktvis (1956)
- Het circus (1957)
- Het landhuis (1961)
- De gek en de non (1963)
- De waterhoen (1965)

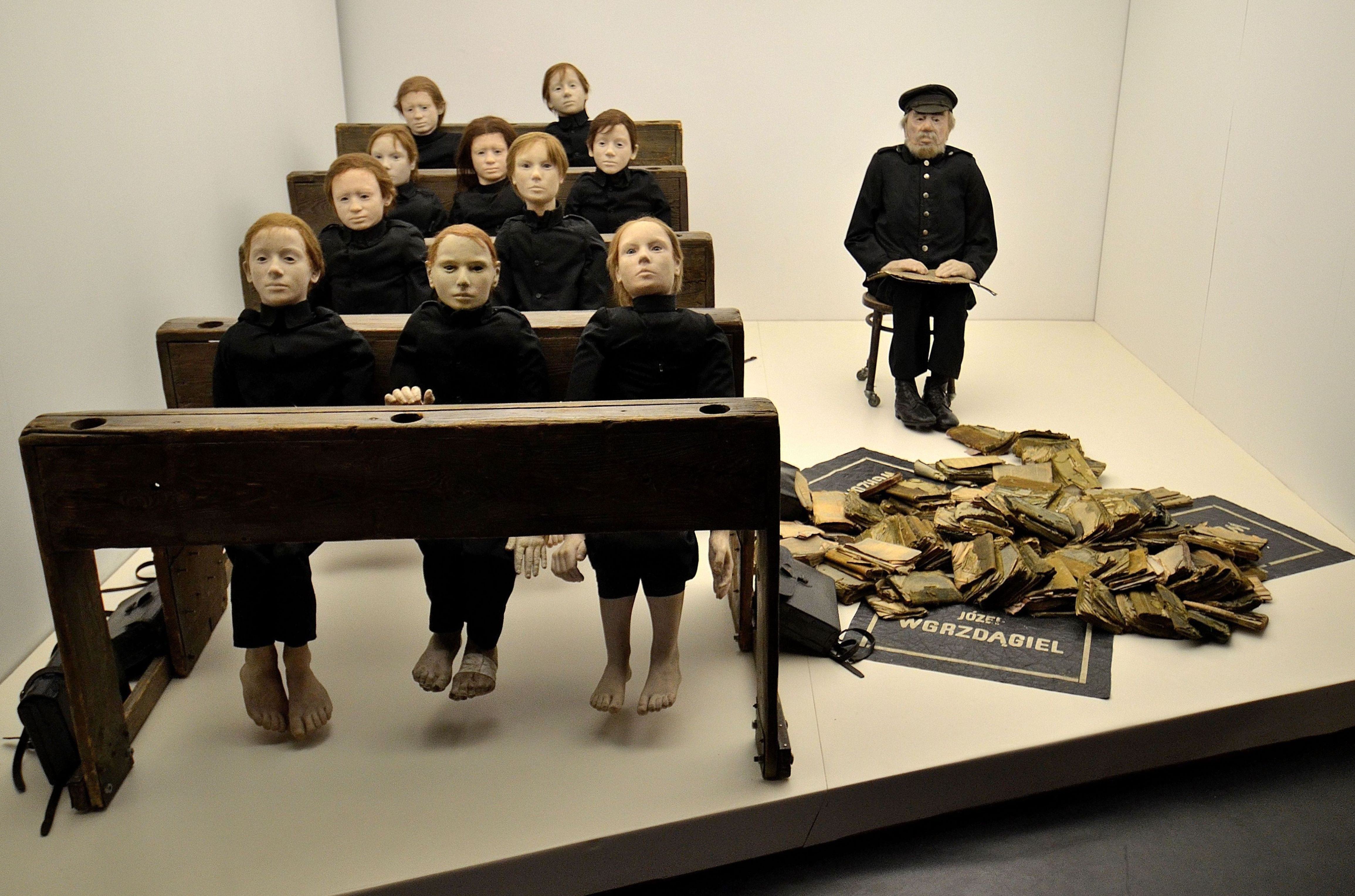
Dodenklas, 1975

- Sierlijke vormen en harige pen, of de groene pil (1972)
- Dodenklas (1975)
- Wielopole, Wielopole (1981)
- Artiesten kunnen stikken (1985)
- Nooit kom ik hier terug(1989)
- Vandaag is mijn verjaardag (1990)